# آنا سانتوس أرامبورو

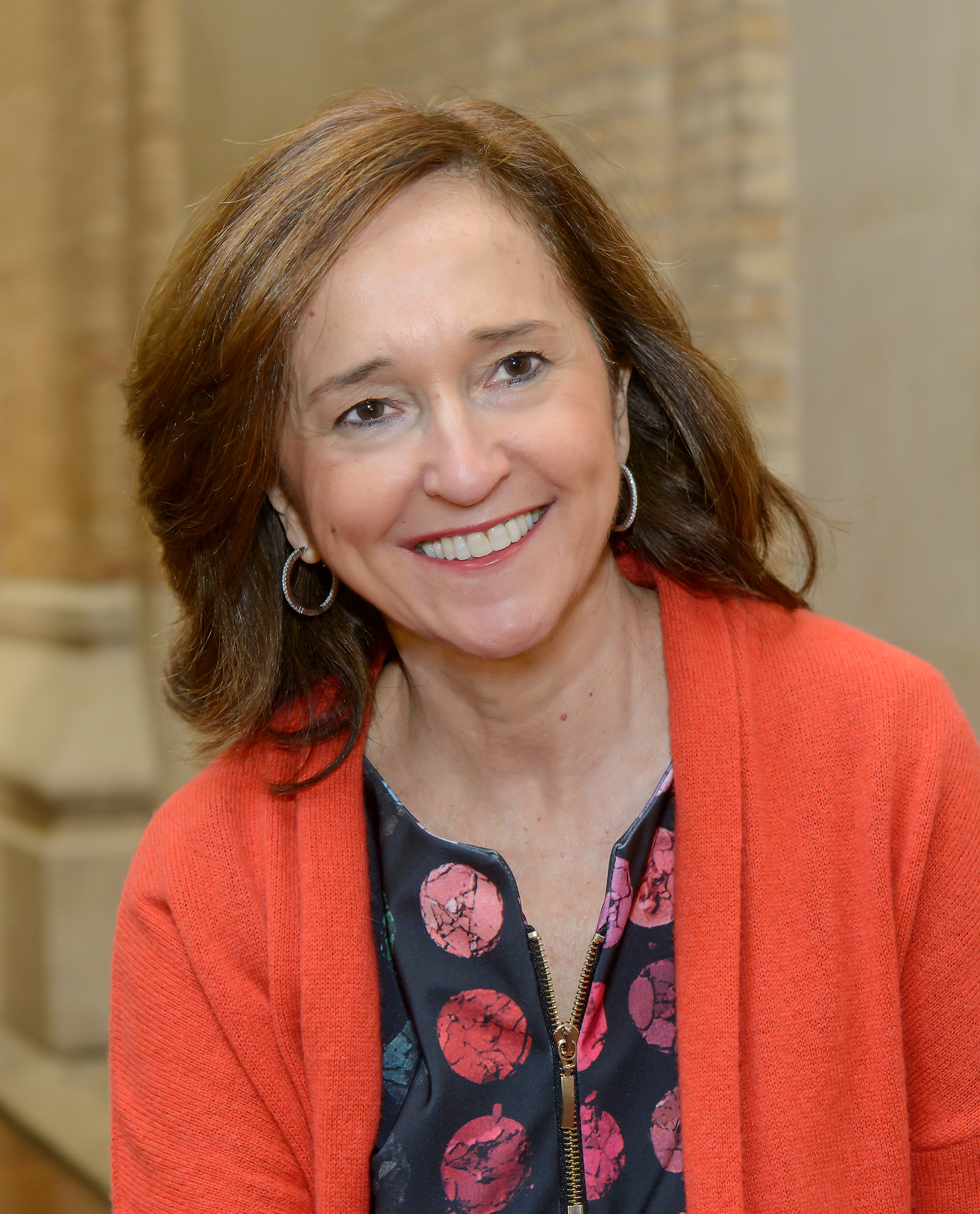
آنا سانتوس أرامبورو عام (2015)

آنا سانتوس أرامبورو، (مواليد 1957 في سرقسطة) هي مديرة المكتبة الوطنية الإسبانية اعتباراً من شباط (فبراير) 2013.
حصلت آنا سانتوس على شهادة البكالوريوس في الجغرافيا والتاريخ من جامعة سرقسطة ودبلوم في علم المكتبات والتوثيق من مركز دراسات الوثائقيات من وزارة الثقافة. كانت أطروحتها بعنوان "التوثيق الفني في أرشفة بروتوكولات سرقسطة في القرن السابع عشر.

## العمل
عام 1982، بدأت العمل في جامعة كمبلوتنسي بمدريد، حيث طوّرت من عملها بشكل واضح. بين عامي 1987 و1991، عملت في مكتب كلية العلوم الاقتصادية وإدارة الأعمال، حيث شغلت منصب نائب مدير. بين عامي 1993 و2001، شغلت منصب نائب مدير مكتبة جامعة كمبلوتنسي، حيث كانت مسؤولة عن الحوسبة وخدمات الوصول إلى المعلومات العلمية من خلال شبكة الإنترنت. بين تشرين أول (أكتوبر) 2003 وآذار (مارس) 2007، أصبحت مدير مكتبة ماركيز فالديسيا والتي كانت بمثابة مستودع لتراث جامعة كمبلوتنسي الببليوغرافي.
شغلت أيضاً منصب مدير عام المكتبات والأرشيف في مجلس مدينة مدريد ومدير القسم الثقافي في المكتبة الوطنية (2003-2007).

## مديرة المكتبة الوطنية الإسبانية
رشّحت وزارة التربية والتعليم والثقافة والرياضة آنا سانتوس لخلافة غلوريا بيريز-سالميرون لرئاسة المكتبة الوطنية الإسبانية.
بعد الترشيح، شاركت آنا في إعداد الإيداع القانوني الرقمي.
في تموز (يوليو) عام 2014، شاركت في صياغة القانون التنظيمي للمكتبة الوطنية الإسبانية، ما منح المكتبة استقلالية أكبر، كما هو الحال لمتحف ديل برادو.

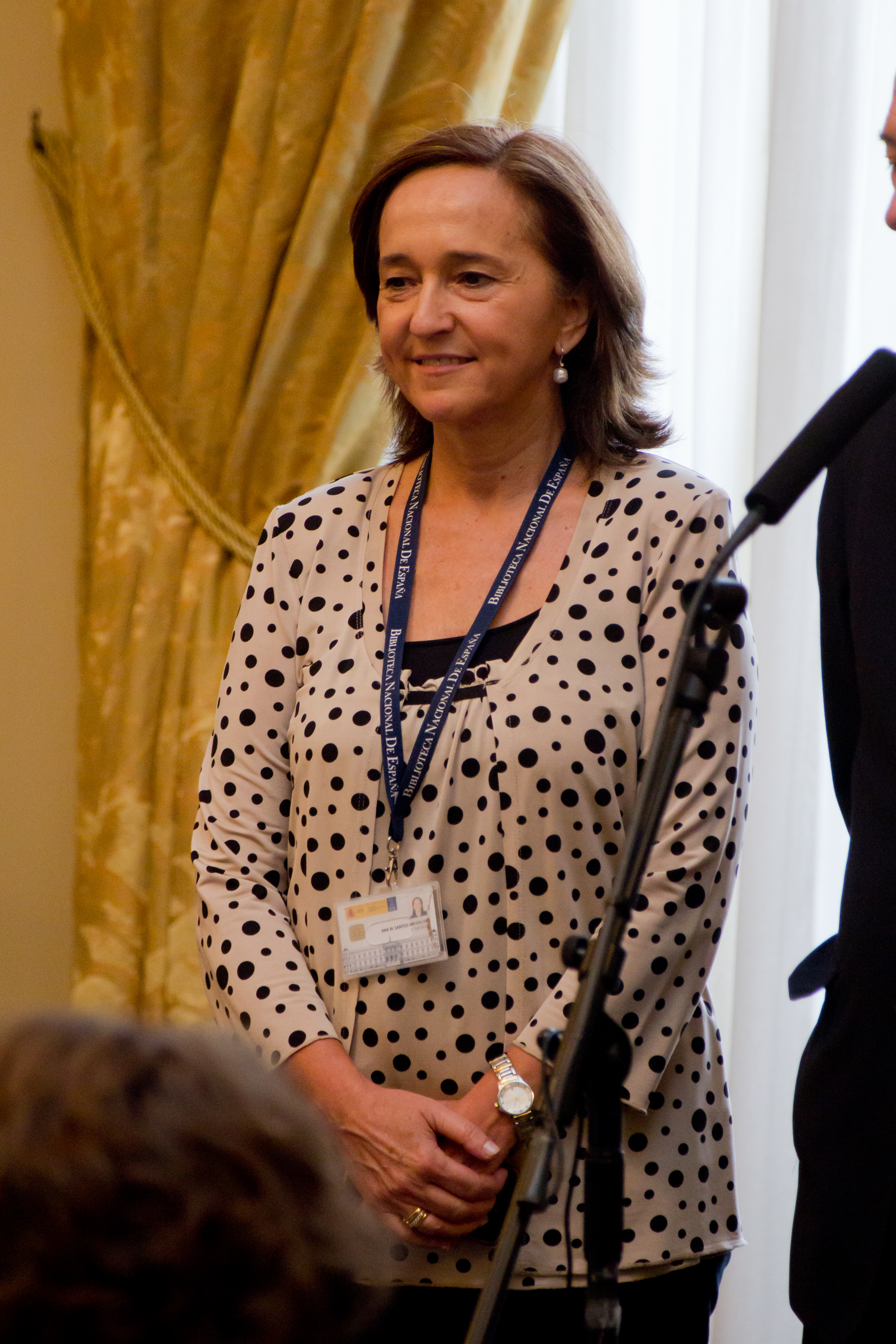
أنا سانتوس عام 2014.